# 시오이리역 (가가와현)
시오이리역(일본어: 塩入駅)은 일본 가가와현 나카타도군 만노정에 있는 시코쿠 여객철도 도산 선의 역이다. 역 번호는 D16이다. 상대식 승강장 2면 2선의 구조를 지닌 지상역이다.

## 타는 곳
| 1 · 2 | ■ 도산 선 | (하행) | 쓰쿠다 · 아와이케다 · 오보케 방면 |
| 1 · 2 | ■ 도산 선 | (상행) | 고토히라 · 다도쓰 · 다카마쓰 방면 |

## 이용 현황
| 연도 | 하루 평균 승차 인원 |
| 2008 | 49명                |
| 2009 | 54명                |
| ---- | ------------------- |

## 역 주변
- 시오이리 온천
- 곤피라 레이크 사이드 골프클럽

## 인접 정차역
| 시코쿠 여객철도 도산 선   | 시코쿠 여객철도 도산 선 | 시코쿠 여객철도 도산 선 |
| ------------------------- | ----------------------- | ----------------------- |
| D 15 고토히라 다도쓰 방면 | 도산 선                 | 구로카와 D 17 고치 방면 |